# جون والتر فليتشير
جون والتر فليتشير (بالإنجليزية: John Walter Fletcher)‏ هو لاعب كرة قدم أسترالي، ولد في 11 مايو 1847 في لندن في المملكة المتحدة، وتوفي في 28 فبراير 1918 في Gore Hill, New South Wales ‏ في أستراليا.